# Bazzania chilensis
Bazzania chilensis là một loài Rêu trong họ Lepidoziaceae. Loài này được (Steph.) Spruce mô tả khoa học đầu tiên năm 1890.